# رودبال (فیروزآباد)
رودبال، روستایی در دهستان جایدشت بخش جایدشت شهرستان فیروزآباد در استان فارس ایران است. این روستا، مرکز دهستان جایدشت است.

## جغرافیا و محصولات
این روستا در حدود ۱۸ کیلومتری جنوب غربی شهرستان فیروزآباد و ۱۲۰ جنوب کیلومتری شیراز قرار دارد و یکی از روستاهای بزرگ فیروزآباد در دهستان جایدشت است.
اگر از فیروزآباد به سمت قیروکارزین حرکت کنید کیلومتر ۱۱ جاده به دوراهی رودبال در سمت راست جاده می‌رسید و با طی کردن مسافتی حدود هفت کیلومتر و گذر از دل کوه روشنایی با طبیعت دل انگیزش که با نام تنگ رودبال شناخته می‌شود به روستا می‌رسید چشمه رودبال نیز در مجاورت روستا و در سمت شرق روستا قرار گرفته است که برای رفتن به آنجا باید در ورودی روستا به مسیر خاکی سمت چپ وارد شوید.
مردم رودبال از زمان‌های قدیم به کار دامداری و کشاورزی مشغول اند و در سنوات اخیر به کار باغداری نیز پرداخته‌اند.
محصولات کشاورزی روستا عبارت اند از برنج و انواع غلات مانند گندم ، جو ، لوبیا، ماش ، عدس و…. عمده‌ترین محصول کشاورزی رودبال برنج است البته لازم است ذکر شود که کشاورزان رودبال ۸۵ درصد برنج شهرستان فیروزآباد را تولید می‌کنند بدین طریق که در خرداد ماه زمین‌های کشاورزی سطح روستا را کاشت می‌کنند و در ادامه با اجاره زمین‌های کشاورزی سطح شهرستان اقدام به کاشت برنج می‌کنند.
همچنین با راه اندازی تعاونی روستایی از سال ۱۳۹۴ تا کنون زمینهٔ ایجاد اشتغال برای جوانان ایجاد شده و برخی جوانان به کاشت قارچ و زعفران مشغول هستند.

## خدمات روستایی
آب آشامیدنی و کشاورزی روستای رودبال از چشمه تأمین می‌شود. راه ارتباطی رودبال تا اواسط دهه هفتاد مالرو بوده است اما در دوران آقای خداکرم جلالی نماینده منتخب شهرستان فیروزآباد در مجلس شورای اسلامی جاده ارتباطی روستا آسفالت شده است. اپراتورهای تلفن روستا به صورت Gsm به عنوان خطوط ثابت و اپراتور همراه اول برای خطوط همراه اول و رایتل است همچنین از بهار ۹۷ با سفر وزیر ارتباطات به شهرستان فیروزآباد روستای رودبال به شبکه 3G ایرانسل مجهز و رومینگ ملی نیز برقرار شد. در روستا یک زمین فوتبال خاکی وجود دارد که مورد استفاده جوانان قرار می‌گیرد همچنین یک سالن ورزشی نیز در حال احداث است. همزمان با تمام کشور با شروع طرح هادی روستایی این طرح در روستای رودبال هم شروع شد و بسیاری از منازل مسکونی روستا نوسازی و بهسازی و کوچه‌ها نیز آسفالت شدند.

## گردشگری
تنگ رودبال و چشمه رودبال یکی از زیباترین نقاط شهرستان فیروزآباد هستند و در تمام ایام سال پذیرای گردشگران هستند، این گردشگر پذیری در نوروز به اوج خود می‌رسد البته مردم در ایام تابستان و پاییز نیز به دلیل لطافت و خنکی هوا به این منطقه زیبای گردشگری پای می‌گذارند.

## رودبال در لغت‌نامه دهخدا
در لغت‌نامه دهخدا از رودبال یک بار با نام رودبار یاد شده است و در بلوک اربعه یکی از چهار نقطه اصلی بوده است:
رودبار (اِخ) دهی است از دهستان اربعهٔ بالا (علیا) از بخش مرکزی شهرستان فیروزآباد واقع در ۲۰هزارگزی جنوب فیروزآباد و درحاشیهٔ شمالی رودخانهٔ فیروزآباد. منطقهٔ کوهستانی است و هوایی معتدل دارد. سکنهٔ آن ۶۶۵ تن است و آب آن از رودخانه و چشمه تأمین می‌شود و محصولش غلات و برنج، و شغل اهالی زراعت است و راه مالرو دارد. (از فرهنگ جغرافیای ایران ج ۷). || قریه ای است در هفت فرسنگی میانهٔ شمال و مشرق دهرم، از بلوک اربعه واقع در جنوب شیراز.

## بلوک اربعه و رودبال
لغت‌نامه دهخدا
اربعه.[اَ ب َ ع َ] (اِخ) (بلوک …) نام چهار ناحیه بود: ده رم، ده رود، هنگام، رودبال. در جانب جنوبی شیراز ه
به مسافت بیست وشش فرسنگ است. درازی این بلوک از دشت دال تا امامزاده شهید یازده فرسخ، پهنای آن از پنج شیر تا احمدآباد چهار فرسخ است، محدود است از جانب شرق به بلوک قیر و کارزین و از سمت شمال به فیروزآباد و از طرف مغرب به نواحی بلوک دشتی و از جانب جنوب به بلوک خنج و بلوک گله دار و از گرمسیرات فارس است، هوایش گرم آبش از رودخانه فیروزآباد و چشمه. شکارش آهو و بز و پازن و قوچ و میش کوهی و کبک و تیهو و دراج و در زمستان هوبره. درخت کوهستان و صحرای این بلوک عموماً کنارشیرین و ترش. بساتین آن نخل و نارنج و لیمو و نارنگی. کشتش تنباکو و کنجد و پنبه و شلتوک. و گندم و جو را بیشتر دیمی زراعت کنند. در سال خوش باران، بذری سی چهل بذر دهد. قصبهٔ آن ده رم است و عموم خانه‌های آن از خشت خام و گل و چوب است. شمارهٔ خانه‌های آن نزدیک به سیصد خانوار است و این بلوک را نوزده قریه باشد.

## جمعیت
بر پایه سرشماری عمومی نفوس و مسکن در سال ۱۳۹۵، جمعیت این روستا برابر با ۱٬۲۲۲ نفر (۴۰۴ خانوار) بوده است.